# Brlog (gmina Krško)
Brlog – wieś w Słowenii, w gminie Krško. W 2018 roku liczyła 13 mieszkańców.